# 少数群体
少數群體（英语：Minority group），又譯少數人群，是指在某一现存社会总人口中不占主导地位，政治性投票中也不能构成半数以上的一类社会群体。他们通常在民族、语言以及信仰方面与社会主流價值觀存在着差异，或者职业、性取向等身份特征不被历史观念所接受，因而可能会受到歧视或者变相歧视。
為提高選舉過程合法並避免有人質疑選舉是否公平，一個種族分裂之國家最緊要考慮少數族群之代表性；相對地，在另外之新興民主國家，少數族裔問題可能也是重要，或許有其他更需要優先考慮之情況——比如確保政府可以有效率推動立法而不會陷入政治僵局:21-22。

## 雙重少數
對於持有雙重少數族群身份的人來說，例如在美国的穆斯林亞裔女性以及穆斯林同性戀黑人等，會被稱為雙重少數群体（double minority）。